# Laterale snijtand
Het volwassen, menselijk gebit telt vier laterale snijtanden, één in ieder kwadrant. Vanaf het midden van het gebit staan ze na de centrale snijtanden en vóór de hoektanden. Zoals de naam al zegt, dienen snijtanden om voedsel af te "snijden" tijdens het kauwen. Om deze functie te kunnen vervullen hebben de laterale snijtanden een relatief scherpe snijrand. De laterale snijtanden verschijnen in het wisselgebit meestal vlak na de centrale snijtanden, zo rond het 7e levensjaar.

## Internationale tandnummering
Om onduidelijkheid te voorkomen geeft de internationale tandnummering alle tanden in het menselijke gebit een nummer. Deze nummers hebben betrekking op het kwadrant waarin de tand staat (aangegeven met tientallen) en hoe ver de tand normaliter van het midden staat (eenheden). Hieronder zijn de nummers van de laterale snijtanden gegeven (in een volwassen gebit). In een melkgebit wijkt de tandnummering af.
- Rechtsboven: 12
- Linksboven: 22
- Linksonder: 32
- Rechtsonder: 42